# New Animal
「New Animal」（ニュー アニマル）は、日本のバンドthe pillowsの27枚目のシングルである。2008年5月28日発売。発売元はavex trax。

## 概要
- アルバム「PIED PIPER」からの先行シングル。
- 通常盤と初回限定盤の二種リリース。初回限定盤はアメリカでのライブを収録したDVD付き。
- シングルでのオリコントップ10入りは前作に引き続き2作目。
- PV監督は今井"Lucy"淳也。
- 「Finger post of magic」には怒髪天のメンバー全員がコーラスで参加。

## 収録曲

### CD
1. New Animal(3:46)
作詞：・作曲：SAWAO YAMANAKA、編曲：the pillows
2. Finger post of magic(4:19)
作詞：・作曲：SAWAO YAMANAKA、編曲：the pillows
3. Mr.Droopy(2:59)
作詞：・作曲：SAWAO YAMANAKA、編曲：the pillows

### DVD(初回限定盤のみ)
1. Dig that groovy!Mr.Droopy!～US good memories 08～(2:59)

## 収録アルバム

### New Animal
- オリジナル『PIED PIPER』（2008年6月25日）
- ベスト『Rock stock&too smoking the pillows』（2009年6月3日）

### Mr.Droopy
- ベスト『Rock stock&too smoking the pillows』（2009年6月3日）